# Проект «Флорида»
«Проект „Флорида“» (англ. The Florida Project) — американская трагикомедия режиссёра Шона Бейкера. Главные роли исполнили Уиллем Дефо, Бруклин Принс, Бриа Винайт, Валерия Котто, Кристофер Ривера и Калеб Лэндри Джонс. Название происходит от раннего названия проекта для Диснейуорлда, рядом с которым снимался фильм.
Премьера состоялась в программе «Двухнедельник режиссёров» на Каннском кинофестивале в 2017 году. Вскоре компания A24 приобрела права на распространение фильма на территории США, где он вышел 6 октября 2017 года.

## Сюжет
Лето. Муни, бойкая 6-летняя девочка, живёт со своей матерью Хейли в общине гостей мотеля длительного пребывания в Киссимми, Флорида, где живут люди, которые борются с наркоманией, бездомностью, психическими заболеваниями и неудачами в жизни. Муни вместе с соседскими детьми Скути, Дики и Дженси слоняется по округе, хулиганя и мешая окружающим.

## В ролях
- Уиллем Дефо — Бобби Хикс, менеджер мотеля «The Magic Castle»[11]
- Бруклин Принс — Муни, дочь Хейли[12]
- Бриа Винайте — Хейли, мать Муни[12]
- Валерия Котто — Джанси, внучка Стейси и новая подруга Муни
- Мела Мёрдер — Эшли, мать Скути и подруга Хейли
- Кристофер Ривера — Скути, сын Эшли и друг Муни
- Калеб Лэндри Джонс — Джек Хикс, сын Бобби[13]
- Мэйкон Блэр — Джон, турист

## Критика
Фильм получил признание кинокритиков. На сайте Rotten Tomatoes фильм имеет рейтинг 96 % на основе 254 рецензий со средним баллом 8,7 из 10. На сайте Metacritic фильм имеет оценку 92 из 100 на основе 44 рецензий критиков, что соответствует статусу «всеобщее признание».

## Награды и номинации
| Награды и номинации                    | Награды и номинации | Награды и номинации                            | Награды и номинации      | Награды и номинации | Награды и номинации |
| Награда                                | Год                 | Категория                                      | Номинант                 | Результат           | Прим.               |
| -------------------------------------- | ------------------- | ---------------------------------------------- | ------------------------ | ------------------- | ------------------- |
| Оскар                                  | 2018                | Лучшая мужская роль второго плана              | Уиллем Дефо              | Номинация           | [ 16 ]              |
| BAFTA                                  | 2018                | Лучшая мужская роль второго плана              | Уиллем Дефо              | Номинация           | [ 17 ]              |
| Премия британского независимого кино   | 2017                | Лучший иностранный независимый фильм           | «Проект „Флорида“»       | Номинация           | [ 18 ]              |
| Общество кинокритиков Детройта         | 2017                | Лучший фильм                                   | «Проект „Флорида“»       | Победа              | [ 19 ]              |
| Общество кинокритиков Детройта         | 2017                | Лучший режиссёр                                | Шон Бейкер               | Победа              | [ 19 ]              |
| Общество кинокритиков Детройта         | 2017                | Лучший актёр второго плана                     | Уиллем Дефо              | Победа              | [ 19 ]              |
| Gotham Awards                          | 2017                | Лучший полнометражный фильм                    | «Проект „Флорида“»       | Номинация           | [ 20 ]              |
| Gotham Awards                          | 2017                | Лучший актёр                                   | Уиллем Дефо              | Номинация           | [ 20 ]              |
| Gotham Awards                          | 2017                | Актёрский дебют                                | Бруклин Принс            | Номинация           | [ 20 ]              |
| Гамбургский кинофестиваль              | 2017                | Премия кинокритиков Гамбурга                   | «Проект „Флорида“»       | Победа              | [ 21 ]              |
| Кинофестиваль «Heartland»              | 2017                | Премия за самый трогательный фильм             | «Проект „Флорида“»       | Победа              | [ 22 ]              |
| Hollywood Music in Media Awards        | 2017                | Outstanding Music Supervision — Film           | Мэттью Хиарон-Смит       | Номинация           | [ 23 ]              |
| Независимый дух                        | 2018                | Лучший фильм                                   | «Проект „Флорида“»       | Номинация           | [ 24 ]              |
| Независимый дух                        | 2018                | Лучший режиссёр                                | Шон Бейкер               | Номинация           | [ 24 ]              |
| Золотой глобус                         | 2018                | Лучшая мужская роль второго плана в кинофильме | Уиллем Дефо              | Номинация           |                     |
| Международный антальский кинофестиваль | 2017                | Специальный приз жюри                          | «Проект „Флорида“»       | Победа              | [ 25 ]              |
| Национальный совет кинокритиков США    | 2017                | Лучший актёр второго плана                     | Уиллем Дефо              | Победа              | [ 26 ]              |
| Национальный совет кинокритиков США    | 2017                | Топ 10-ти фильмов                              | «Проект „Флорида“»       | Победа              | [ 26 ]              |
| New York Film Critics Circle           | 2017                | Лучший режиссёр                                | Шон Бейкер               | Победа              | [ 27 ]              |
| New York Film Critics Circle           | 2017                | Лучший актёр второго плана                     | Уиллем Дефо              | Победа              | [ 27 ]              |
| Ассоциация кинокритиков Лос-Анджелеса  | 2017                | Лучший фильм                                   | «Проект „Флорида“»       | 2-е место           | [ 28 ]              |
| Ассоциация кинокритиков Лос-Анджелеса  | 2017                | Лучший актёр второго плана                     | Уиллем Дефо              | Победа              | [ 28 ]              |
| Премия «Спутник»                       | 2018                | Лучший режиссёр                                | Шон Бейкер               | Номинация           | [ 29 ]              |
| Премия «Спутник»                       | 2018                | Лучший актёр второго плана                     | Уиллем Дефо              | Номинация           | [ 29 ]              |
| Премия «Спутник»                       | 2018                | Лучший оригинальный сценарий                   | Шон Бейкер и Крис Бергоч | Номинация           | [ 29 ]              |
| Премия Гильдии киноактёров США         | 2018                | Лучшая мужская роль второго плана              | Уиллем Дефо              | Номинация           | [ 30 ]              |